# Santa Rita Durão
José de Santa Rita Durão (1722–1784) est un poète néoclassique, considéré par beaucoup de critiques comme l’une des grandes figures de la littérature brésilienne.

## Biographie
José de Santa Rita Durão naquit à Mariana, dans la province de Minas Gerais, au Brésil. Reçu docteur en droit à l'Université de Coimbra (Portugal), il entra dans l'Ordre de Saint Augustin. Ses opinions en faveur des jésuites lui aliénèrent les sympathies du marquis de Pombal, ministre de Joseph Ier, roi de Portugal, qui l'avait protégé jusque-là. Durão, ne se croyant pas en sûreté en Portugal, se réfugia en 1762 en Andalousie. Malheureusement pour lui la guerre était commencée entre l'Espagne et le Portugal, et un Portugais en Espagne ne laissait pas d'être suspect ; mis en prison, il ne fut relaxé qu'en 1763, à la paix conclue par le traité de Paris du 10 février. Durão quitta alors l'Espagne pour l'Italie et se mit en rapport avec les littérateurs italiens de son époque, Casti, Parini, les frères Verri, Valsecchi, Pindemonte, Cesarotti, Alfieri, et il commença à écrire son poème Caramurú, ou la découverte de Bahia, qui ne fut cependant terminé et publié qu'en 1781, après son retour en Portugal. En 1771, Durão rentra à Lisbonne, se présenta candidat à une place de professeur de théologie à l'université de Coimbra, reformée par les Brésiliens Ramos Continho et son frère, Francisco de Lemos, évêque de Coimbra et comte d'Arganil ; il obtint cette chaire et l'occupa jusqu'à sa mort, qui eut lieu à Lisbonne en 1783.

## Œuvres

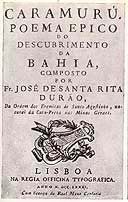
Le Caramurú de Santa Rita Durão

Durão est auteur du Caramurú, une épopée en vers alexandrins parue à Lisbonne en 1781. Le héros de ce poème est le Portugais Diogo Álvares Correia, jeté sur les côtes du Brésil à la suite d'un naufrage, en 1508 ou 1509. Le poète décrit la terreur que l'arme à feu inspire aux Indiens et la manière dont son héros se fait accueillir par les Tupinambas de Bahia, comme ami et allié, se préservant ainsi du sort effroyable réservé à tous les Portugais parmi ces peuplades anthropophages. Le Caramurú est un des poèmes les plus estimés de la littérature lusophone. Après Camões, Corte-Real et le Brésilien José Basílio da Gama, la place appartient à Durão et à Vasco Mouzinho de Quevedo, auteur d'Alfonso Africano. Durão est un des poètes les plus illustres du Brésil. Le Caramurú abonde en épisodes charmants ou touchants, comme celui de la belle Moema, qui plonge dans les eaux après avoir été rejetée par son bien-aimé Caramurù et celui du combat de plusieurs tribus d'Indiens, décrivant les chefs et les armes, et reproduisant leurs chants de guerre. La popularité de Durão n'a cessé de s'accroître depuis qu'il est connu, et son nom est un de ceux dont s'honore le plus aujourd'hui la littérature portugaise.
Outre le poème Caramurú, Durão a laissé beaucoup de poésies et de travaux littéraires.